# Trigonella teheranica
Trigonella teheranica är en ärtväxtart som först beskrevs av Joseph Friedrich Nicolaus Bornmüller, och fick sitt nu gällande namn av Aleksandr Alfonsovitj Grossgejm. Trigonella teheranica ingår i släktet trigonellor, och familjen ärtväxter. Inga underarter finns listade i Catalogue of Life.